# 1998 en musique classique
| \| • Retour à la chronologie générale de la musique classique • \| |
| Grèce • Rome • Haut Moyen Âge • VIIIe siècle • IXe siècle • Xe siècle • XIe siècle XIIe siècle • XIIIe siècle • XIVe siècle • XVe siècle • XVIe siècle • XVIIe siècle XVIIIe siècle • XIXe siècle • XXe siècle • XXIe siècle |
| • Retour à la chronologie générale de la musique classique • |

| Années en musique classique : 1995 - 1996 - 1997 - 1998 - 1999 - 2000 - 2001    |
| Décennies en musique classique : 1960 - 1970 - 1980 - 1990 - 2000 - 2010 - 2020 |

## Événements

### Créations
- 13 mars : Trois sœurs, opéra de Peter Eötvös créé à l'Opéra national de Lyon.
- 17 mars : Kanon Pokajanen pour chœur mixte a cappella d'Arvo Pärt, créé en la cathédrale de Cologne, par le Chœur de chambre philharmonique estonien dirigé par Tõnu Kaljuste.
- 30 avril : Triodion pour chœur mixte a cappella d'Arvo Pärt, créé à l'Abbaye de Westminster à Londres.
- 16 mai : Salammbô, opéra de Philippe Fénelon, créé à Paris.
- 18 juin : Cublai, gran Khan dei Tartari, opéra d'Antonio Salieri, créé à Wurzbourg. Il n'avait été jamais représenté du vivant du compositeur et la partition a été exhumée d'une bibliothèque de Vienne.

- 19 septembre : Granum sinapis, composition de Pascal Dusapin, créé par le Chœur de chambre Accentus dirigé par Laurence Equilbey lors du Festival Musica à Strasbourg.
- 11 novembre : 1918, l'Homme qui titubait dans la guerre, oratorio d'Isabelle Aboulker, créé par le Chœur Capriccio et l'Orchestre de Picardie sous la direction d'Edmon Colomer à l'Historial de Péronne.
- 9 décembre : Fantastic Mr. Fox, opéra de Tobias Picker, créé par le Los Angeles Opera.

### Autres
- 1er janvier : concert du nouvel an de l'orchestre philharmonique de Vienne au Musikverein, dirigé par Zubin Mehta

#### Date indéterminée
- Michel Brousseau est nommé directeur artistique et chef principal de l'Orchestre symphonique de Mont-Royal.
- Fondation du Quatuor Axelrod.

## Prix

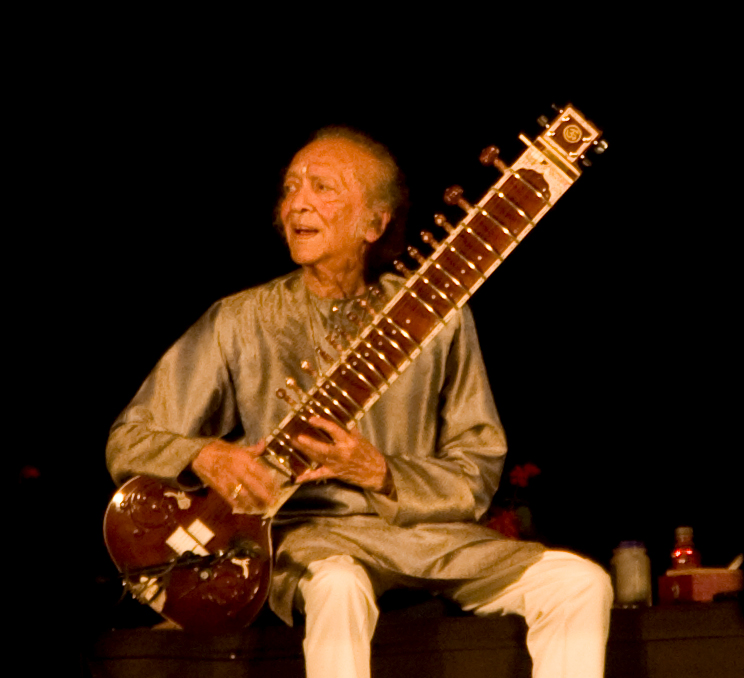
Ravi Shankar

- Denis Matsuev obtient le 1er prix de piano du Concours international Tchaïkovski.
- Bertrand Cuiller remporte le troisième prix du concours international de clavecin de Bruges.
- György Kurtág reçoit le Prix Ernst von Siemens.
- Ravi Shankar reçoit le Prix Polar Music.
- Dietrich Fischer-Dieskau, baryton, reçoit le Prix Brahms.
- Sofia Goubaïdoulina reçoit le Praemium Imperiale.
- Hildegard Behrens reçoit le Léonie Sonning Music Award.
- Tan Dun reçoit le Grawemeyer Award pour Marco Polo.
- Bruno Giner reçoit le prix Hervé Dugardin décerné par la Sacem
- Xavier Montsalvatge reçoit le Prix Tomás Luis de Victoria.

## Naissances

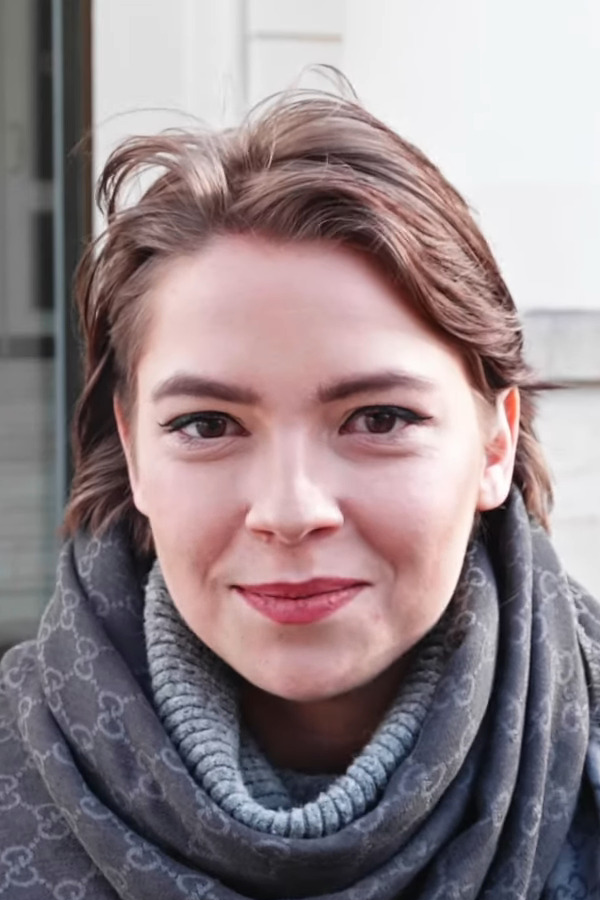
Patricia Janečková

- 18 juin : Patricia Janečková, soprano slovaque († 1er octobre 2023).
- 7 décembre : Tony Yike Yang, pianiste canadien.

## Décès

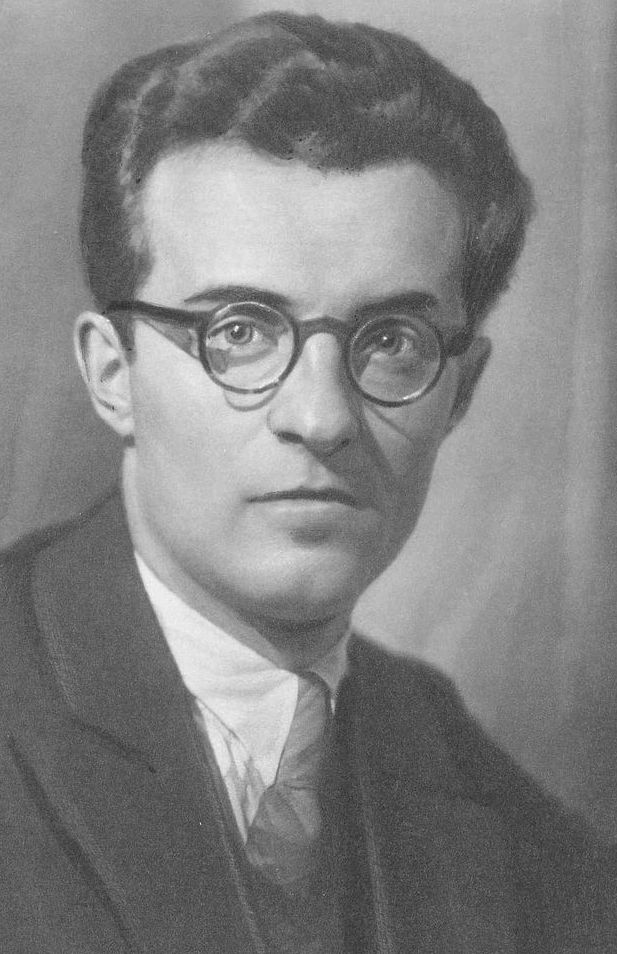
Gueorgui Sviridov

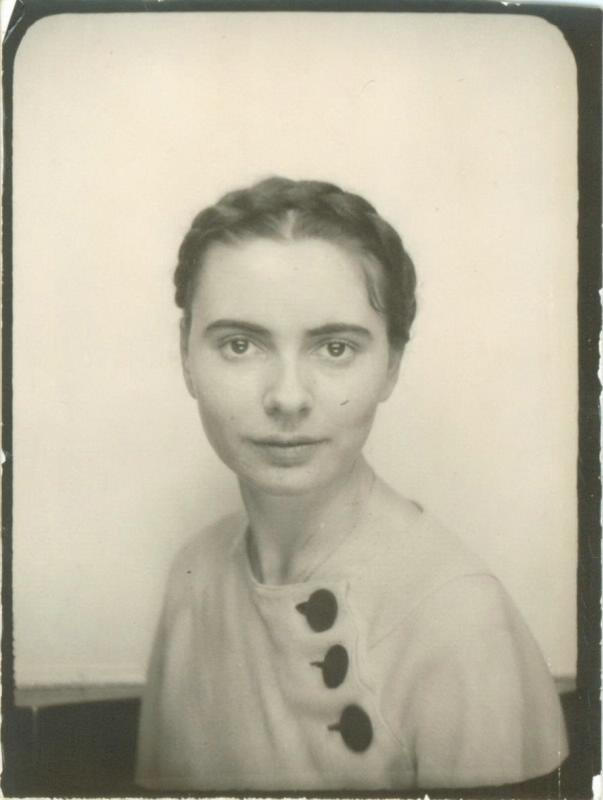
Marina Scriabine

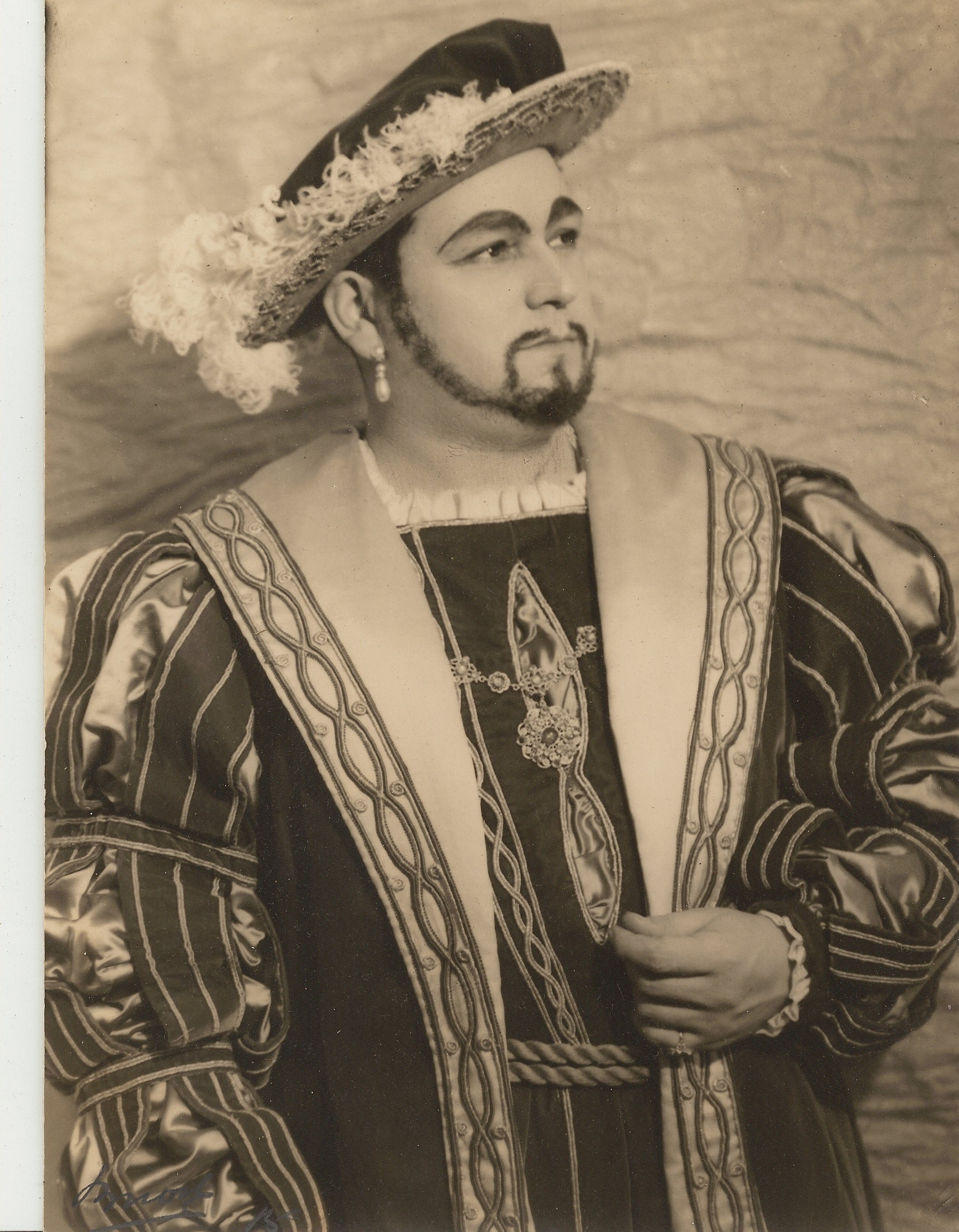
Guy Fouché

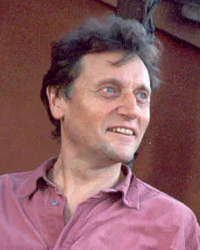
Gérard Grisey

- 5 janvier : Gueorgui Sviridov, compositeur russe (° 16 décembre 1915).
- 8 janvier : Michael Tippett, compositeur britannique (° 2 janvier 1905).
- 11 janvier : Klaus Tennstedt, chef d'orchestre allemand (° 6 juin 1926).
- 13 janvier : Martin Flämig, chef de chœur allemand (° 19 août 1913).
- 16 janvier : Gayane Chebotaryan, compositrice et musicologue arménienne (° 8 novembre 1918).
- 26 janvier : Shinichi Suzuki, violoniste et pédagogue japonais (° 17 octobre 1898).
- 31 janvier : Karol Stryja, chef d'orchestre et professeur polonais (° 2 février 1915).
- 4 février : Michel Roux, artiste lyrique français (° 1er septembre 1924).
- 24 février : Geoffrey Bush, compositeur, organiste et musicologue britannique (° 23 mars 1920).
- 27 février : Mohamed Triki, chef d'orchestre et compositeur tunisien (° 25 décembre 1899).
- 28 février : Todd Duncan, chanteur et pédagogue américain (° 12 février 1903).
- 1er mars : Miltiades Caridis, chef d'orchestre germano-grec (° 9 mai 1923).
- 2 mars : Miroslav Barvík, compositeur tchèque (° 14 septembre 1919).
- 5 mars : Annie d'Arco, pianiste française (° 28 octobre 1920).
- 7 mars : Leonie Rysanek, soprano autrichienne (° 14 novembre 1926).
- 4 avril : Pierre Lantier, compositeur français (° 30 avril 1910).
- 6 avril : Lily Bienvenu, pianiste et compositrice française (° 22 avril 1920).
- 11 avril : Vittorio Negri, chef d'orchestre et musicologue italien (° 16 octobre 1923).
- 24 avril : Mel Powell, compositeur américain (° 12 février 1933).
- 28 avril : Marina Scriabine, musicologue et compositrice française (° 30 janvier 1911).
- 3 mai : 
  - Erich Bergel, chef d'orchestre roumain naturalisé allemand (° 1er juin 1930).
  - Johannes Driessler, compositeur, organiste, et professeur allemand (° 26 janvier 1921).
- 10 mai : Clara Rockmore, joueuse de thérémine (° 9 mars 1911).
- 17 mai : Nina Dorliak, soprano russe (° 7 juillet 1908).
- 25 mai : Jean-Loup Charvet, contre-ténor et historien de l'art (° 2 mars 1961).
- 28 mai : Guy Fouché, chanteur lyrique (° 17 juin 1921).
- 10 juin : Fernando Germani, organiste, compositeur et pédagogue italien (° 5 avril 1906).
- 11 juin : Lucia Valentini-Terrani, mezzo-soprano italien (° 29 août 1946).
- 30 juin : Renato Capecchi, baryton italien (° 6 novembre 1923).
- 3 juillet : George Lloyd, compositeur britannique (° 28 juin 1913).
- 4 juillet : Roger Calmel, compositeur français (° 13 mai 1920).
- 17 juillet : Lamberto Gardelli, chef d'orchestre italien (° 8 novembre 1915).
- 22 juillet : Hermann Prey, baryton allemand (° 11 juillet 1929).
- 23 juillet :
  - Matteo Manuguerra, baryton français (° 5 octobre 1924).
  - André Gertler, violoniste et professeur de musique hongrois (° 26 juillet 1907).
- 29 juillet : Antoine Tisné, compositeur français (° 29 novembre 1932).
- 31 juillet : Barbara Giuranna, compositrice et pianiste italienne (° 18 novembre 1899).
- 3 août : Alfred Schnittke, compositeur soviétique (° 24 novembre 1934).
- 16 août : Alain Marion, flûtiste français (° 25 décembre 1938).
- 22 août : Sergio Fiorentino, pianiste et enseignant italien (° 22 décembre 1927).
- 26 août :
  - Remo Giazotto, musicologue italien (° 4 septembre 1910).
  - Charles Jauquier, ténor suisse (° 12 février 1920).
- 24 septembre : Werner Felix, musicologue et historien de la musique allemand (° 30 juillet 1927).
- 30 septembre : Pavel Štěpán, pianiste tchèque (° 25 mai 1925).
- 13 octobre : Jean Lionnet, musicologue français (° 1er mai 1935).
- 15 octobre :
  - Rolf Agop, chef d'orchestre et pédagogue allemand (° 11 juin 1908).
  - Anatol Vieru, compositeur, théoricien de la musique et pédagogue roumain (° 8 juin 1926).
- 21 octobre : Jean-Michel Vaccaro, musicologue français (° 31 mai 1938).
- 29 octobre :
  - Reine Flachot, violoncelliste française (° 10 octobre 1922).
  - Paul Misraki, compositeur et auteur français (° 28 janvier 1908).
- 11 novembre : Gérard Grisey, compositeur français (° 16 juin 1946).
- 17 novembre : Norbert Moret, compositeur suisse (° 20 novembre 1921).
- 2 décembre : Albert de Klerk, organiste et compositeur néerlandais (° 4 octobre 1917).
- 3 décembre : Pierre Hétu, pianiste et chef d'orchestre québécois (° 22 avril 1936).
- 7 décembre : John Addison, compositeur britannique (° 16 mars 1920).
- 8 décembre : Gaston Dufresne, musicien, professeur de solfège et contrebassiste français (° 9 septembre 1898).
- 21 décembre : Avril Coleridge-Taylor, pianiste, cheffe d'orchestre et compositrice anglaise (° 8 mars 1903).
- 28 décembre : Werner Müller, compositeur, maître de chapelle et chef d'orchestre de musique classique allemand (° 2 août 1920).

### Date indéterminée
- Modesta Bor, compositrice vénézuélienne (° 1926).